# Sozialtherapeutische Anstalt Hamburg-Bergedorf
Die Sozialtherapeutische Anstalt Hamburg-Bergedorf wurde 1969 als erste eigenständige Sozialtherapeutische Anstalt in Deutschland gegründet. Es wurden vorwiegend Gefangene aufgenommen, für die eine therapeutische Behandlung als sinnvoll erachtet wurde. Der Schwerpunkt lag auf der Behandlung von Sexualstraftätern. Beim Inkrafttreten der Neuregelung des §9 StVollzG 1998 existierten 31 entsprechende Haftplätze. 2004 wurde die Anstalt in der damaligen Form vom damaligen Justizsenator Roger Kusch gegen die Proteste der Fachwelt geschlossen. Heute wird das Gebäude als Außenstelle Bergedorf der Sozialtherapeutischen Anstalt Hamburg genutzt.